# Tatamalaza
Tatamalaza est une commune urbaine malgache située dans la partie nord-est de la région d'Amoron'i Mania.

## Démographie
Les peuples du Tatamalaza et Antanimainty sont surtout des descendants de Andrianianarambe un immigré venu de l'Imamo vers 1650[réf. nécessaire]